# 民野健治
民野 健治 （たみの けんじ、1971年4月 - ）は日本の検察官。現職は最高検察庁検事。東京地方検察庁特別捜査部勤務の際、陸山会事件の捜査において、容疑者であった石川知裕の女性秘書を取り調べた際、嘘の理由で呼び出し、10時間にもわたって監禁した上、恫喝したとして、批判を受けた。

## 経歴
東京大学法学部卒業後、1993年司法修習生。外務省在ドイツ日本国大使館一等書記官を経て、2007年東京地方検察庁検事。東京地方検察庁検事兼東京高等検察庁検事を経て、2015年札幌地方検察庁特別刑事部長。2017年東京高等検察庁検事。
2018年東京高等検察庁検事兼東京地方検察庁検事。2019年千葉地方検察庁刑事部長。2020年公安調査庁総務部長。2022年法務省大臣官房会計課長。2023年最高検察庁検事。

## 取り調べへの批判
- 民野の取り調べを受けた石川知裕の女性秘書はインタビューで、「10時間拘束され、子どもの迎えも行かせてもらえず、弁護士に電話もさせてもらえなかった」、「イスの背もたれに背中がついても怒られた」、「私が立ち上がると『座りなさい』と言われ、検事の声も段々大きくなってきました」と取り調べの様子を語った[10]。その女性秘書は圧迫質問を受け続けて難聴になったとされる[1]。
- 週刊朝日や上杉隆は、この事件をいち早く取り上げ、検察の姿勢を批判したが、一般の新聞などはほとんど取り上げなかった。
- 東京地方検察庁は、この週刊朝日の記事が事実無根であるとして、同誌編集長あてに抗議文を送った。検察当局が捜査関連記事で出版元に抗議するのは、異例である。

## 石川知裕政策秘書の法廷での証言
2011年12月15日の小沢一郎の公判で、この女性秘書が証言した。証言内容は下記のとおり。
- 2010年1月26日の午前10時に、民野と名乗る人から、私の携帯に電話がありました。午後1時45分に検察庁に来てくれということでした[11]
- その話を聞き、資料の返却かと思い、検察庁へ赴くと「ホニャララ、ホニャララの被疑者として取り調べる」として黙秘権を説明し、聴取を始めたという。女性秘書は再び容疑を尋ねたが、民野は答えなかった。また、持ち物を検査され、携帯電話も目の前でディスプレーを見せ、消すことを要求され、女性秘書は従ったとのこと[11]。
- また、一方的に自分が検事になった理由などを話していたが「だんだんとイライラされて、何で黙っているのかとヒステリックになりました」[11]と証言した。
- さらに、民野はにやにやしながら女性秘書の家族の写真を眺め「こんなかわいい子供たちが犯罪者の子供ということになったら、どう思うだろうね」[12]と圧迫した。
- また午後9時頃には「机の下に手を置いて、ぎゅっと握っていました。急に机をボンッとたたかれて『話を聞く態度じゃない』と注意されました。さらにその後、背もたれに体を寄せると、またボンッと机をたたかれ、『人の話を聞く姿勢じゃない。背筋を伸ばせと言われました』」と述べた[12]。
- 午後10時を回り、取り調べが9時間を超えたところで弁護士に電話しようとすると「本当に、本当に、石川の心証が悪くなってもいいんだな。石川がどうなってもいいんだな」と脅した[12]。
- 電話で弁護士が「先生は大声で抗議していたので聞こえました。『参考人として呼んだのか、被疑者として呼んだのか』と聞かれ、民野は『参考人』と答えていました」[12]とした。
- この後無事帰れると思って立ち上がったところ、「ドアの前で通せんぼされ『座れ』と言われました。私を見下ろしてにやにやし、『弁護士に頼ってもムダだということが分かったでしょ』と続けました」[12]と述べた。
- 午後11時ごろになり、部屋にかかってきた内線電話で民野の態度が急変し、女性は家に帰ることを許され、歩いて議員会館に戻ったという[12]。

## 主な担当事件
陸山会事件
東京地検特捜部に勤務していた際に担当。